# سارة فولر (لاعبة كرة قدم أمريكية)
سارة فولر (من مواليد 20 يونيو 1999) هي لاعبة كرة قدم أمريكية سابقة لعبت كحارسة مرمى لفريق مينيسوتا أورورا في الدوري المؤهل لدوري كرة القدم الأمريكي للسيدات. بدأت سارة مسيرتها المهنية في فريق الجامعة لكرة القدم مع فريق فاندربيلت كومودوريس، حيث لعبت كمنفذة للركلات.
بدأت سارة مسيرتها مع فريق فاندربيلت لكرة القدم في سنة التخرج في عام 2020، عندما ساعدت في قيادة الكومودور إلى بطولة الاتحاد في الدوري الجنوبي الشرقي. أصبحت سارة بعد ستة أيام أول امرأة تلعب مباراة كرة قدم في بطولة باور فايف عندما بدأت مع فريق كومودوريس ضد ميسوري في 28 نوفمبر 2020. بعد أسبوعين ضد تينيسي، أحرزت سارة نقطة إضافية لتصبح أول امرأة تسجل في مباراة كرة قدم في بطولة باور فايف. وانتقلت في الموسم التالي، إلى فريق شمال تكساس جرين بعد التخرج.

## السنوات المبكرة
وُلدت سارة فولر لأبيها براندون الذي كان طوله 6-قدم-2-بوصة (1.88 م) ووالدتها ويندي فولر صاحبة طول 5-قدم-10-بوصة (1.78 م). بلغ طول كل من أجداد فولر 6 قدم 5 بوصة (1.96 م) . بدأت فاولر لعب كرة القدم عندما كانت في الخامسة من عمرها. كانت سارة من المرحلة الابتدائية حتى المرحلة الإعدادية، أطول طالبة - سواء كان فتى أو فتاة - في فصلها. نشأت في ويلي بتكساس، والتحقت بمدرسة ويلي الثانوية، حيث كانت لاعبة أساسية لمدة عامين في مركز حارس المرمى وحصلت على لقب أفضل حارس مرمى في المنطقة 6-6A لعام 2017. كانت سارة قادة على ركل الكرة لمسافة تزيد عن 60 يارد (55 م) في المباريات. أثارت قوة ساقها إعجاب مدربي كرة القدم في المدرسة، الذين أخبروا مدربها أنه يمكنهم استخدامها في فريقهم.

## كرة القدم الأمريكية الجامعية

### فاندربيلت
التحقت سارة فولر بجامعة فاندربيلت بمنحة دراسية لكرة القدم في عام 2017. كسرت سارة قدمها في الصيف قبل سنتها الأولى، مما جعلها خارج حسابات فريقهافي موسمها الأول هناك. أدت إصابات الظهر إلى تهميشها عندما كانت طالبة في السنة الثانية، ولعبت وراء اثنين من كبار حراس المرمى في الموسم التالي. لعبت فولر في مباراتين فقط في سنواتها الثلاث الأولى. وفي ربيع عام 2020، تفشى وباء كوفيد-19 وأُلغيت خمس مباريات استعراضية، مما حرمها من فرصة استعراض مهاراتها أمام مدربيها. عانت سارة خلال الصيف من كسر إجهادي في قدمها الأخرى.
بدأت سارة بصفتها في السنة النهائية في عام 2020 الموسم على مقاعد البدلاء. بدأت فريق كومودورز المباراة بنتيجة 1–2 قبل أن تبدأ ظهورها الحقيقي الأولى ضد فريق ساوث كارولينا في أكتوبر مسجلة ستة تصديات. ظلت في مركز منفذ الركلات ، وانتهت بتسجيل 7-2-0 ، وإجمالي 28 تصديًا، ونسبة تصدي 75.5%. بلغت أهدافها 0.97 هدفًا في المتوسط، وكانت ثامن أفضل أهداف في تاريخ فاندربيلت في موسم واحد. صنعت سارة في الدور ربع النهائي من البطولة تمريرة حاسمة نادرة لحارس المرمى بعد تسديد ركلة حرة كادت أن تقطع طول الملعب، مما أدى إلى تسجيل هدف في نتيجة الفوز 4-2 على تينيسي. وفي 22 نوفمبر 2020، تصدت ثلاث مرات في مباراة البطولة ضد أركنساس، وساعدت المصنف رقم 7 كومودوريس على الفوز بنتيجة 3-1 والحصول لقبه الأول في بطولة منذ عام 1994. تخرجت في مايو 2021 بدرجة البكالوريوس في الطب والصحة العامة والمجتمع.

### شمال تكساس
في 13 نوفمبر 2020، أعلن اتحاد كرة القدم للسيدات في شمال تكساس أن فولر وقعت للانضمام إلى فريق شمال تكساس في عام 2021 أثناء دراستها للحصول على درجة الماجستير في إدارة المستشفيات، إذ لم تكن تلك الدرجة متوفرة في فاندربيلت.

## مينيسوتا أورورا إف سي
في 7 فبراير 2022، أعلن فريق مينيسوتا أورورا عن توقيعه م سارة فولر كأول توقيع على الإطلاق قبل الموسم الافتتاحي لبطولة الدوري. تلقت سارة في في 13 مباراة 8 أهداف، وقادت فريق أورورا إلى نهائي البطولة، وخسرت أمام تورمينتا إف سي 2–1 بعد الوقت الإضافي. اعتزلت سارة كرة القدم بعد هذا الموسم.

## كرة القدم الجامعية
كان لدى فريق فاندربيلت لكرة القدم خيارات محدودة في المباراة القادمة ضد فريق ميسوري تايجرز في 28 نوفمبر 2020 بسبب كوفيد -19. كانت لاعبتهم الأساسية قد انسحبت بالفعل من الموسم بسبب مخاوف من فيروس كورونا،  وأدى متابعة مخالطي المرضى إلى تهميش اللاعبين الآخرين. كان مسدد اركلات فريق الكومودورز أيضًا خيارًا لتنفيذ ركلة الانطلاق، لكنه كان يلعب أيضًا في مركز حامل الفريق، ويتطلب هذا الأمر حاملًا جديدًا إذا كان سيركل هو الكرات. مع عدم وجود فريق كرة قدم للرجال في فاندربيلت، تحول مدرب كرة القدم كومودوريس ديريك ماسون إلى تدريب فريق السيدات ومعه سارة فولر. تم الاتصال بها في اليوم التالي لمباراة لقب لفريقها لكرة القدم، ووافقت على تجربة اللعب مع فريق كرة القدم 0-7 بدلاً من العودة إلى منزلها في ويلي بمناسبة عيد الشكر. اختارت ماسون استخدامها كمسدد الكرة في مباراة الطريق في كولومبيا، ميسوري، وكانت هي اللاعبة الوحيدة التي سافرت مع الفريق.
تأخر فاندربيلت عن ميسوري 21-0 في الشوط الأول. ألقت سارة وهي غير راضية عن افتقار الفريق إلى الحماس على الخطوط الجانبية خطابًا في نهاية الشوط الأول، وشجعت زملائها في الفريق على تشجيع بعضهم البعض ودعم بعضهم البعض. أخبرها المدربون بعد ذلك أنهم كانوا يريدون قول شيء مماثل منذ فترة. افتتحت الشوط الثاني بركلة بداية ممتازة قطعت مسافة 30 ياردة. أصبحت فولر أول امرأة تلعب كرة القدم في بطولة باور فايف، الذي يعتبر أحد بطولات النخبة في كرة القدم الجامعية، وكذلك ثالث أنثى تلعب في القسم الفرعي لكرة القدم الأمريكية.  خسر الكومودورس المباراة بنتيجة 41-0. نظرًا لأن هجومهم نادرًا ما تجاوز خط الوسط ولا يصل أبدًا إلى خط ميسوري بـ 30 ياردة، لم تحصل سارة على فرصة لتسجيل هدف ميداني أو نقطة إضافية. احتلت سارة حديث الساحة على تويتر في معظم مباريات اليوم، وكانت ركلتها هي أفضل مقطع فيديو لهذا الأسبوع على منصة إي إس بي إن الرقمية. أنتجت انطلاقتها التغريدة الأكثر مشاهدة على شبكة اس اي سي ومنشور إنستغرام الأكثر إعجابًا في تاريخ الشبكة حتى ذلك الوقت. وحصلت على لقب أفضل لاعبة في الفرق الخاصة المشتركة لهذا الأسبوع من اس اي سي SEC.
بقيت سارة فولر في الأسبوع التالي مع الفريق، ولكن طُرد ماسون بعد أن سجل إجمالي 27مقابل 55 كمدرب لفاندربيلت. كان من المتوقع أن ترتدي الزي الرسمي في المباراة التالية ضد جورجيا ، ولكن تأجلت المباراة بسبب بروتوكولات كوفيد-19 عندما لم تستوف قائمة الفريق الحد الأدنى من المتطلبات الاحترازية. في 12 ديسمبر، كانت سارة واحدة من ثلاثة لاعبين في قائمة الكومودورز ضد فريق تينيسي. قررت المدربة المؤقتة تود فيتش أنسارة ستنفذ الركلات داخل خط الـ 10 ياردات، في حين سينفذ بيرسون كوك - الذي منعه ماسون من تنفيذ ركلات النقاط الإضافية بعد معاناته في الركلات القصيرة في وقت سابق من الموسم - الركلات طويلة المدى. ركلت فولر ركلة إضافية بعد هبوط الربع الأول لتصبح أول امرأة تسجل في مباراة كرة قدم في بطولة باور فايف. انتهت المباراة بنتيجة 2 مقابل 2 بنقاط إضافية.  خسر فاندربيلت 42-17 لينهي الموسم 0-9.

## مراتب الشرف
- بطولة دوري كرة القدم للسيدات (2020).[52]
- في ديسمبر 2020، أُضيف قميص فولر إلى قاعة مشاهير الكلية لكرة القدم.[53][54][55]
- لاعبة الأسبوع في الفرق الخاصة المشتركة من اس اي سي SEC.[56][57][58]

## الحياة الشخصية
عملت فولر كمتدربة في مجلس محو أمية الكبار في ناشفيل وحملة إنهاء العبودية في تينيسي. كانت تنوي أيضًا التقدم للحصول على تدريب داخلي في منمة العبي كفتاة، لكنها لم تفعل ذلك. وفي إشارة إلى المنظمة، قامت بطباعة عبارة "العبي كفتاة" على الجزء الخلفي من خوذتها في أول مباراة كرة قدم لها مع فريق فاندربيلت. في اليوم التالي، أبلغت المنظمة غير الربحية عن تلقيها تبرعات بقيمة 13000 دولار أمريكي وزيادة في عدد الأشخاص الذين يستفسرون عن العمل التطوعي منذ مباراتها.

## ملحوظات
كانت ليز هيستون أول امرأة تلعب كرة القدم الجامعية في عام 1997، عندما ركلت لصالح ويلاميت في إحدى مباريات فريقها. كانت أشلي مارتن أول امرأة في القسم الأول من الرابطة الوطنية لرياضة الجامعات (NCAA) مع ولاية جاكسونفيل في عام 2001، حيث لعبت فيما يعرف الآن باسم القسم الفرعي لبطولة كرة القدم. في عام 2003، أصبحت كاتي هنيدا مع نيو مكسيكو أول امرأة تسجل في مؤتمر مجموعة الخمسة. أصبحت أبريل جوس من ولاية كينت ثاني امرأة في البطولة في عام 2015.

## روابط خارجية
- 11 ديسمبر 2020 NPR: كل الأشياء في الاعتبار: ثنيها مثل أكمل: كيف شقت نجمة كرة قدم جامعية الطريق أمام النساء في كرة القدم
- سيرة فاندربيلت كومودوريس لكرة القدم للسيدات
- فاندربيلت كومودوريس كرة القدم السيرة الذاتية
- سارة فولر في قاعدة بيانات الأفلام على الإنترنت

1. ↑  Liz Heaston was the first woman to play college football in 1997, when she kicked for Willamette in an الرابطة الوطنية لألعاب القوى الجامعية game. أشلي مارتن was the first woman in الرابطة الوطنية لرياضة الجامعات الدرجة الأولى with Jacksonville State [الإنجليزية] in 2001, playing in what is now known as the Football Championship Subdivision. In 2003, Katie Hnida with New Mexico became the first woman to score in a Group of Five conference [الإنجليزية], part of the FBS in addition to the Power Five.[40] April Goss of Kent State [الإنجليزية] became the second woman in the FBS in 2015.[40][41]